# Hipofluorito de litio
El hipofluorito de litio es un compuesto inorgánico cuya fórmula química es LiOF. Es una sal de litio del ácido hipofluoroso que contiene cationes de litio Li+
y aniones de hipofluorito −
OF.

## Síntesis
La sal resulta teóricamente de la neutralización del ácido hipofluoroso (HOF) y del hidróxido de litio (LiOH). Puede formarse por la acción del flúor sobre el hidróxido de litio:
HOF + LiOH → LiOF + H
2O

## Propiedades químicas
El compuesto es bastante inestable, ya que contiene oxígeno en el estado de oxidación de 0. Por lo tanto, tiende a descomponerse en fluoruro de litio y gas oxígeno:
2 LiOF → 2 LiF + O
2